# Fredyan Wahyu
Fredyan Wahyu Sugiantoro hay Ucil (sinh ngày 11 tháng 4 năm 1998) là một cầu thủ bóng đá người Indonesia thi đấu ở Liga 1 với PSMS Medan. Anh đá ở vị trí tiền vệ và cũng có thể chơi ở vị trí hậu vệ phải.

## Sự nghiệp
Anh bắt đầu sự nghiệp bóng đá với Persis Solo Junior, và trở thành đội trưởng của Persis Solo Junior ở Soeratin Cup 2014.
Năm 2016, anh gia nhập U-21 PS TNI và vô địch Indonesia Soccer Championship U-21 2016.
Năm 2017, Ucil thi đấu cho PSMS Medan ở 2017 Liga 2. Anh cùng với câu lạc bộ đoạt chức á quân Liga 2 2017 và được lên chơi tại Liga 1 2018.

## Danh hiệu

### Câu lạc bộ
- Persis Solo Junior
  - 2014: Á quân Soeratin Cup.
- PS TNI U-21
  - 2016: Indonesia Super League U-21 Vô địch.
- PSMS Medan
  - 2017:Á quân Liga 2.
  - 2018: Hạng tư Indonesia President's Cup.